# Amy Frazier
Amy Frazier (Saint Louis, 19 settembre 1972) è un'ex tennista statunitense.

## Biografia
Diventò professionista nel gennaio del 1990. Fra le varie competizioni vinte il singolare della Cellular South Cup del 1990 dove sconfisse Manon Bollegraf con il punteggio di 6-4, 6-2.
Nel 1992 giunse ai quarti di finale all'Australian Open 1992 - Singolare femminile venendo sconfitta da Mary Joe Fernández. Nel ranking raggiunse la 13ª posizione il 27 febbraio del 1995.
Nel singolare femminile del Japan Open Tennis Championships si distinse in quanto arrivò in 6 edizioni consecutive (a partire dal 1994) ad eccezione di quella del 1998, sempre nella finale vincendola per due volte: la prima nel 1995 la seconda nel 1999, le sue avversarie più agguerrite in tali occasioni furono le giapponesi Kimiko Date e Ai Sugiyama.
Nel 2005 vinse la Bell Challenge singolare battendo Sofia Arvidsson con il punteggio di 6–1, 7–5. Al torneo di Wimbledon 2006 - Singolare femminile venne fermata da Marija Šarapova al terzo turno.

## Statistiche

### Risultati in progressione
| Sigla | Risultato               |
| ----- | ----------------------- |
| V     | Vincitore               |
| F     | Finalista               |
| SF    | Semifinalista           |
| O     | Oro olimpico            |
| A     | Argento olimpico        |
| SF    | Bronzo olimpico         |
| QF    | Quarti di Finale        |
| 4T    | Quarto turno            |
| 3T    | Terzo turno             |
| 2T    | Secondo turno           |
| 1T    | Primo turno             |
| RR    | Round Robin             |
| LQ    | Turno di qualificazione |
| A     | Assente                 |
| ND    | Non disputato           |

| Legenda superfici    |
| -------------------- |
| Cemento              |
| Terra battuta        |
| Erba                 |
| Superficie variabile |

#### Singolare nei tornei del Grande Slam
| Torneo          | 1987 | 1988 | 1989 | 1990 | 1991 | 1992 | 1993 | 1994 | 1995 | 1996 | 1997 | 1998 | 1999 | 2000 | 2001 | 2002 | 2003 | 2004 | 2005 | 2006 |
| --------------- | ---- | ---- | ---- | ---- | ---- | ---- | ---- | ---- | ---- | ---- | ---- | ---- | ---- | ---- | ---- | ---- | ---- | ---- | ---- | ---- |
| Australian Open | A    | 1T   | 3T   | 1T   | 4T   | QF   | 1T   | 3T   | 3T   | 1T   | 1T   | A    | 2T   | 1T   | 2T   | 2T   | 2T   | 3T   | 3T   | 1T   |
| Open di Francia | A    | 1T   | 1T   | A    | A    | 2T   | A    | 1T   | 3T   | 1T   | 2T   | A    | 2T   | 1T   | 3T   | 2T   | 1T   | 1T   | 2T   | 1T   |
| Wimbledon       | A    | 1T   | 2T   | 3T   | 4T   | 4T   | A    | 1T   | 2T   | 4T   | 2T   | 1T   | 1T   | 3T   | 3T   | 1T   | 2T   | 4T   | 1T   | 3T   |
| US Open         | 1T   | 3T   | 1T   | 1T   | 2T   | 1T   | 2T   | 2T   | QF   | 2T   | 1T   | 1T   | 3T   | 1T   | 1T   | 4T   | 3T   | 3T   | 2T   | 1T   |

#### Doppio nei tornei del Grande Slam
| Torneo          | 1987 | 1988 | 1989 | 1990 | 1991 | 1992 | 1993 | 1994 | 1995 | 1996 | 1997 | 1998 | 1999 | 2000 | 2001 | 2002 | 2003 | 2004 | 2005 | 2006 |
| --------------- | ---- | ---- | ---- | ---- | ---- | ---- | ---- | ---- | ---- | ---- | ---- | ---- | ---- | ---- | ---- | ---- | ---- | ---- | ---- | ---- |
| Australian Open | A    | 1T   | 2T   | 2T   | 1T   | 1T   | 2T   | 1T   | 1T   | 2T   | 2T   | A    | 1T   | 1T   | 2T   | 2T   | A    | A    | A    | 2T   |
| Open di Francia | A    | 1T   | 1T   | A    | A    | 1T   | A    | 2T   | 3T   | 2T   | 2T   | A    | 2T   | 1T   | 2T   | 1T   | A    | A    | A    | 1T   |
| Wimbledon       | A    | 1T   | 1T   | A    | 2T   | 1T   | A    | 1T   | QF   | 1T   | 3T   | 2T   | 3T   | 3T   | 2T   | A    | A    | A    | A    | 1T   |
| US Open         | 1T   | 1T   | 1T   | 2T   | 2T   | 2T   | 3T   | 1T   | 1T   | 1T   | 3T   | QF   | 2T   | 2T   | 2T   | A    | A    | A    | 2T   | 2T   |

#### Doppio misto nei tornei del Grande Slam
| Torneo          | 1987 | 1988 | 1989 | 1990 | 1991 | 1992 | 1993 | 1994 | 1995 | 1996 | 1997 | 1998 | 1999 | 2000 | 2001 | 2002 | 2003 | 2004 | 2005 | 2006 |
| --------------- | ---- | ---- | ---- | ---- | ---- | ---- | ---- | ---- | ---- | ---- | ---- | ---- | ---- | ---- | ---- | ---- | ---- | ---- | ---- | ---- |
| Australian Open | A    | A    | A    | A    | A    | A    | 1T   | A    | A    | 1T   | A    | A    | A    | A    | A    | A    | A    | A    | A    | A    |
| Open di Francia | A    | A    | A    | A    | A    | 2T   | A    | A    | A    | 3T   | A    | A    | A    | A    | A    | A    | A    | A    | A    | A    |
| Wimbledon       | A    | A    | A    | A    | 2T   | A    | A    | A    | A    | A    | 1T   | A    | A    | A    | A    | A    | A    | A    | 3T   | A    |
| US Open         | A    | A    | A    | 1T   | 1T   | A    | A    | A    | 2T   | 1T   | 1T   | A    | A    | A    | A    | A    | A    | A    | 1T   | A    |